# Rissoina peninsularis
Rissoina peninsularis är en snäckart som beskrevs av Bartsch 1915. Rissoina peninsularis ingår i släktet Rissoina och familjen Rissoidae. Inga underarter finns listade i Catalogue of Life.